# Lijst van weg- en veldkapellen in Aubel
Dit is een onvolledige lijst van veldkapellen in de gemeente Aubel, waarvan enkele in Maaslandse renaissancestijl (gemarkeerd met ¹) en enkele als monument op de Lijst van beschermd erfgoed in Aubel (gemarkeerd met ²). Kapelletjes komen vooral voor in katholieke gebieden van o.a. Nederland en België, en werden dikwijls gebouwd ter verering van een heilige. Ze zijn te vinden langs wegen in het buitengebied, maar komen ook voor binnen de bebouwde kom.
| Kapel                           | Adres                                     | Plaats        | Bouwperiode | Architect | Foto |
| ------------------------------- | ----------------------------------------- | ------------- | ----------- | --------- | ---- |
| Sint-Annakapel¹                 | Eykerweg                                  | Aubel         | 1658        |           |      |
| Sint-Antonius-kluizenaarkapel   | Rue Saint-Antoine                         | Aubel         | 1899        |           |      |
| Sint-Antoniuskapel              | Kasteel van Gorhez                        | Aubel         |             |           |      |
| Sint-Apolloniakapel             | Dommelraedt-Crutzstraat                   | Aubel         | 18e eeuw    |           |      |
| Sint-Luciakapel                 | Macra                                     | Aubel         | 1760        |           |      |
| Sint-Annakapel¹                 | Messitert                                 | Aubel         | 1892        |           |      |
| Sint-Rochuskapel¹               | Creft                                     | Aubel         |             |           |      |
| OLV-eeuwigdurende-bijstandkapel | Rue de Gorhez-Rue des Bocages             | Aubel         |             |           |      |
| OLV-ter-veldkapel               | Route du Château Magis-Côte de Hagelstein | Aubel         | 1954        |           |      |
| OLV-van-Fatimakapel             | Rue de Merckhof-Doefberg                  | Aubel         | (na WO II)  |           |      |
| Sint-Hubertuskapel²             | Place Nicolaï-Rue de Val-Dieu             | Aubel         |             |           |      |
| OLV-van-Lourdeskapel            | N612 (tegenover Agnus Deikerk)            | Kluis         |             |           |      |
| Mariakapel                      | Knuppelstock-Rue de la Marnière           | Sint-Jansrade | 1952        |           |      |
| Kapel van rusthuis van Kan      | Kan                                       | Aubel         |             |           |      |